# Idas y vueltas
Idas y vueltas es el tercer álbum de estudio del grupo catalán Muchachito Bombo Infierno publicado en 2010. 
El disco está marcado por la influencia y las letras del líder de la banda, Jairo Perera que mezcla estilos tan dispares como rumba, funk, swing o rock and roll. 
En el disco colaboran varios grupos del panorama español,  el dúo catalán Estopa en la canción "Cuestión de suerte", Soniquete de Jerez en la canción "Palabras" y el grupo G-5 en "La pandilla voladora".
Se lanzó como sencillo la canción "La noche de los gatos".

## Lista de canciones
1. La noche de los gatos - 3:13
2. Caraguapa - 3:04
3. Tiras de mi corazón - 3:35
4. Cuestión de suerte - 3:20
5. Palabras - 3:27
6. La pandilla voladora - 3:22
7. El hombre cabra - 3:10
8. En el río - 3:22
9. La quiero a morir - 3:11
10. La mejor - 3:46
11. Cuatro días tú y yo - 3:24
12. Tiempos modernos - 3:43
13. La Bella y el Músico - 4:16